# Hornindalsvatnet
Hornindalsvatnet (oder Hornindalsvatn) ist der Name eines Sees in den Kommunen Stad (Fylke Vestland) und Volda (Fylke Møre og Romsdal) in Norwegen.

## Seetiefe
Mit seiner maximalen Tiefe von 514 m ist er Europas tiefster See. Der Seespiegel liegt 53 Meter über dem Meeresspiegel, so dass die tiefste Stelle 461 Meter unter dem Meeresspiegel liegt.